# Мирослав Ж. Симић
Мирослав Ж. Симић (Драгово, 27. април 1944 — Драгово, 2. јун 2024) био је српски писац, публициста и истраживач српске прошлости. Поред генеалошких и културно-историјских истраживања бави се и писањем песама, прича, хуморески и досетки. Живот и рад су му углавном везани за Драгово и Левач. Његове најзначајније књиге су: Краљевско Драгово, Манастир Прерадовац, Ја, Драг(ињ)а, Прабакин сат и Жупа Левач, које су распрострањене по целом свету. Летопис (1837-2020) у едицији Судбине левачких села средишње Србије је круна његовог вишегодишњег истраживачког рада којим ће се знатно обогатити историја Левча и Драгова у њему.

## Биографија

### Детињство и младост
Мирослав је рођен 27. априла 1944. године у селу Драгово, у Поморављу, као средње од троје деце Живана и мајке Стане. После основног образовања у свом родном месту запошљава се у столарском предузећу ’’Рад’’, а годину дана касније у занатско-трговинском предузећу ’’Левач’’ у Рековцу. Године 1960. одлази у Мазараћ код Врања, где завршава стручне двомесечне курсеве за звање електроинсталатера, возача мотоцикла, радио и фото-аматера. Следећих неколико година ради у фабрици намештаја ’’Благотин’’ у Белушићу.
Као врли ентузијаста и заљубљеник у своје родно Драгово и Левач, Мирослав је од 1961. био на челу МО Савеза омладине и члан ОК омладине три узастопне године. Следећег лета у Опарићу је завршио предвојничку обуку. По завршетку средње школе ученика у привреди столарске струке у Рековцу, стекао је звање калфе - писмо мајсторског помоћника. Тада почиње да ради у својој приватној столарско-стругарској радњи.
У војсци, након седмомесечне школе за радио-телеграфисте, добија звање радио-телеграфисте треће класе у Ловрану код Опатије и радио-телеграфисте друге класе у Шибенику.
Године 1970. одлази у Западну Немачку где проналази посао у фабрици намештаја ’’Штамшедер’’ у Бад Липспрингу и проширује своје знање немачког језика. По повратку у Србију, запошљава се као помоћник на предмету опште техничког образовања у Основној школи ’’Душан Поповић’’ у Драгову. Најдуже је радио на пословима магационера у јагодинском ’’Житомлину’’, од 1974. године до пензионисања 1996.

### Средње доба
Изабран је за председника Савета МЗ Драгово 1972. године, где се задржао наредних десет година.
Идејни је творац, организатор и директор првог сеоског ауто-мото релија у Југославији, под називом ’’Ауто-мото Рели Левач’’, који се традиционално, са стартом и циљем у Драгову, одржавао од 1974. до 1978. године. Дане релија, са стотину учесника, аутомобилиста и мотоциклиста из читаве Србије, испуњавале су културно-уметничке и спортске приредбе регионалног значаја. Мирослав је и сам учествовао на неким ауто-мото такмичењима, а на Републичком Релију ’75 у Крагујевцу освојио је пето место. Ово незаборавно искуство му је и покренуло жељу за писањем, па тада објављује своје прве публикације под називом Ауто-мото Рели Левач.
У периоду од 1976. до 1981. године, као председник Управног Одбора СИЗ-а културе општине Рековац, био је и делегат у Скупштини СИЗ-а културе Републике Србије. Дуго година се у Драгову старао за развој образовања, спорта, културе и инфраструктуре. Захваљујући његовом ангажовању и умешности саграђена је нова школа, ђачка кухиња, дом културе, спортски терени ФК ’’Шумадинац’’, асфалтиран је пут, поправљени пољски путеви, реконструисана стара школа у којој је касније смештена амбуланта, библиотека, Месна канцеларија и Месна заједница, обновљена је зграда поште, као и Спомен чесма и уведено улично осветљење.
На семинару у крагујевачком театру ’’Јоаким Вујић’’ 1977. године, код професора Мирослава Беловића и Миодрага Гајића, одбранио је свој семинарски рад на режији драме Маријана Матковића ’’Кораци’’, чиме је стекао звање драмског редитеља.
Учесник је и организатор омладинских радних акција у Драгову ’’ЛОРА - Драгово ’78’’, у Сплиту ’’ЛОРА - Брда Сплит ’79’’ и у Катланову ’’СОРА Катланово ’81’’. Из ових и других дружења младих из три југословенске републике проистекло је и тројно братимљење месних заједница Брда (Сплит), Драчева (код Скопља) и Драгова. Мирослав је потписао све три повеље о братимљењу - 9. маја 1978, затим лета 1979. на 8. Медитеранским играма у Сплиту и, на крају, 1981. на отварању Дома културе у Драгову, при чему је израдио симболе братских МЗ и симбол Драгова.
Мирослав је иницијатор и организатор културно-забавног и спортског живота, глумац и режисер, кореограф и играч, текстописац, сценариста и хумориста, водитељ и рецитатор. Поред Бративоја Марковића, један је од организатора, најпре Сабора народног стваралаштва у Белушићу, а потом и левачког сабора ’’Прођох Левач, прођох Шумадију’’ и ликовних колонија у Каленићу. На тридесетак Сабора био је члан и председник Организационог одбора, домаћин или званични спикер, водитељ и сниматељ. Преко три деценије активно је радио у драговском КУД-у ’’Рузмарин’’, друштву које је у својим наступима на такмичењима села најчешће бивало победник. Најзначајнији успех ’’Рузмарин’’ је постигао 1981. године у ТВ дуелу ’’Знање-имање’’ победивши екипу ’’Китке’’ из Драчева. Поред Македоније, друштво је захваљујући Мирославу и Милану Пантићу наступало и ван граница Србије, у Хрватској и Словенији.
У својим четрдесетим годинама обучавао се за рад на рачунару ’’Комодоре 64’’. Како сам каже: ’’Без обзира на интелект, ниво опште културе и образовања сваког појединца, без интернета, микрофилмског скенера, ласер-штампача, лаптопа и рачунара последње генерације, не би се могла обављати озбиљнија истраживања у било којој области, па ни квалитетно се школовати’’.

### Старије доба
Од децембра 2005. године, Мирослав уређује и води програм ’’Акател’’ / ’’Лев-ком’’ канала, само за кориснике кабловске мреже у Драгову. Он сам снима и приказује саборске приредбе и посела, левачке пределе и путописне репортаже, промоције и изложбе, уз то и свадбе, гозбе и друга народна весеља.
Након две године постављен је на место председника ОО ПУПС и постаје кандидат за републичког посланика у Скупштини Србије на изборима 2007. године.
Мирослав је у Драгову у својој радној соби - библиотеци оформио прави истраживачки центар за етнологију, историју и друге пројекте, где су окупљени бројни истраживачи из Белице, Темнића, Левча, трстеничког и крушевачког краја. С посебном пажњом изучава становништво ових крајева, а његова научна сазнања представљају незаобилазан историјски извор и литературу за све истраживаче прошлости овог дела централне Србије, али и много шире. Значајни су делови његових књига који се односе на насеља између Западне и Велике Мораве и Гледићких планина (Стари Левач).
Деведеситих година 20. века почиње са истраживањем свог села, али и целог Левча, чиме жели да остави писани траг о многим догађајима, али и укаже на неке историјске грешке. Прикупљао је податке идући од куће до куће, а допунио их је подацима из музеја, историјских архива, цркава и манастира. Његова највећа подршка у овом подухвату је супруга Слободанка која је морала да научи основе старословенског језика да би могла да чита црквене протоколе. Тако настаје прва озбиљнија књига Краљевско Драгово објављена 2001. године. Ова хроника обухвата период од 1800. до 2000. године. Симић у њој помиње сваког становника села Драгова, његове претке, бави се и економским развојем села, као и драговском школом.
Књига Прабакин сат настала је из прича његове баке Милосаве, а која говори о времену, обичајима и веровању код Срба. Ни у једној књизи до сада не постоји већи број термина који описују време од 24 сата – он наводи чак 96.
Богато илустрована монографија Манастир Прерадовац је до сада прва књига која говори о историји и постојању цркве у Прерадовцу, а може послужити и као добра основа будућим археолозима, историчарима и истраживачима.
Још једна монографија Душан Поповић, Основне школе, у којој је обрадио биографију Душана и историју развоја школства, представља изузетан допринос проучавању друштвене историје, историје просвете, али и историје свакодневног живота у рековачкој општини.

У несвакидашњем делу, биографији Ја, Драг(ињ)а, поред 700 оригиналних фотографија и докумената о краљици Драги, Мирослав је хтео да разбије један од највећих српских митова - да је Драга била нероткиња, с обзиром да је открио да је она, ипак, краљу Александру родила ћерку у Француској две, три године пре него што су се венчали. Посебно издање ове књиге је објављено у продукцији ’’Прометеј’’ из Новог Сада и Радио-телевизије Србије.
Године 2020. објављује својеврсну енциклопедију Драгова (али и Левча) под називом Летопис (1837-2020) драговске цркве, школе, општине и других заједница кроз коју се може сагледати сваки сегмент друштвене, културне, црквене, просветне, економске, политичке и сваке друге историје Драгова, једног од највећих и најзначајнијих левачких села.
Жупа Левач је његово најобимније дело, објављено у две књиге од по три и четири тома, на коме је радио преко десет година. У њему је аутор обрадио свако сеоце, навео пописе мештана и побројао све рођене, венчане и умрле још од 1837.
Уз то, сачинио је и атлас који садржи 15 мапа поређаних од Немањића до данас, те демографску, као и карте биљног и животињског света, рељефа, чак и геоцентар Србије који је на Црном врху код Бешњаје, у месту Јабучје.
Од 2023. био је члан Књижевног клуба ”Ђура Јакшић” у Јагодини.
Преминуо је 2. јуна 2024. године.

## Дела[14][16][25][26][27]
- Ауто-мото Рели Левач (1974-1978), спортско-туристичка публикација
- Знање - имање, Драчево - Драгово (1981), публикација
- Краљевско Драгово (2001), хроника
- Матице храма Св. Ђорђа (2002), публикација
- 80 година телефоније драговске (2003-2009), публикација
- Излет на Фрушку гору (2004), публикација
- Манастир Прерадовац (2004), монографија
- Товар пера, песме левачких песника (2007), поезија
- Прабакин сат, време, обичаји и веровања (2010)
- Историјска мапа левачке жупе (2010)
- Жупа Левач - Атлас (2011)
- Жупа Левач, генеалогија Старог Левча, књига прва у три тома (2012)
- Душан Поповић, основне школе (2014), монографија
- Жупа Левач, генеалогија Старог Левча, књига друга у четири тома (2014)
- Ја, Драг(ињ)а, судбине династије Обреновић (2016), биографија
- Жупа Левач II - Темнић, у два тома (2016), историографија
- 100 година телефоније драговске (2018), публикација
- Прегршт маклура (2018), поезија
- Летопис 1837-2020 (2020), историја
- Ја, Драг(ињ)а, посебно издање (2021), биографија
- Добошар мудралица (2022), сабране приче

## Одликовања, награде и признања[14][15][25][28]
За свој вишегодишњи рад у култури и књижевности Мирослав је добио сијасет похвала, плакета, диплома и других писмених признања, међу којима су:
- Ударничка значка, СОРА Ауто-пут Братство Јединство ’60 - Штаб 16. Светозаревачке ОРБ Лазар Стојановић, Мазараћ (1960)
- Златна значка Културно-просветне заједнице Србије, Београд (1978)
- Захвалница 7. и 10. јубиларног сабора ’’Прођох Левач, прођох Шумадију,’’ Белушић (1976) и Каленић (1979)
- Захвалнице СО Сплит и МЗ Брда (1979)
- Повеља СО Скопље (1981)
- Орден рада са сребрним венцем, Указ Председништва СФРЈ, Београд (1988)
- Диплома НБ ’’Рибникар,’’ Рековац (1988)
- Повеља са сребрњаком 20. сабора ’’Прођох Левач, прођох Шумадију,’’ Каленић (1989)
- Захвалница манастира Каленић, Каленић (1991)
- Диплома Културно-просветне заједнице, Рековац (1998)
- Награда Милован Спасић, Културно-просветна заједница општине Рековац за 1998. годину, Рековац (1999)
- Повеља с кристалним пехаром 30. јубиларног сабора ’’Прођох Левач, прођох Шумадију,’’ Каленић (1999)
- Књижевна новчана награда Мика Брачинац, Модесто - САД, Параћин (2011)
- Повеља Власинских сусрета, за изванредне резултате у емпиријском истраживању села Србије, Београд (2012)
- Ванредна књижевна награда Поета Примус, Културолошки пројекат ’’Јухорско око’’, Обреж (2012)
- Велика књижевна награда Јухорско око за 2014. годину Културолошког пројекта ’’Јухорско око’’ и Фонда Злате Живадиновић из Париза, Бачина (2015)
- Повеља Тодор Бушетић, ККЛ ’’Стефан Првовенчани’’, Опарић (2017)
- Плакета са репликом Темнићког натписа за дугогодишњи успешан књижевни рад и Захвалница за учешће на манифестацији ’’Левач и Темнић кроз векове’’, Горњи Крчин (2022)
- Повеља Бративоје Марковић за дугогодишњи допринос развоју културе у општини Рековац, 52. сабору ’’Прођох Левач, прођох Шумадију,’’ Каленић (2022)

### Признања Фондације Краљевске куће Обреновић:
- Добродарје, Манастир Каленић (2010)
- Повеља Ордена Милоша Великог, 5. реда, као израз благовољења и признања за допринос ширењу културе и историје зарад добробити српског народа и отачества, Крагујевац (2015)
- Јубиларни Златни крст, за приврженост, поводом 160 година Светоандрејске скупштине и 200 година престоног града Крагујевца, Крагујевац (2018)
- Добродарје са Значком краљевске куће Обреновић, Крагујевац (2019)
- Сребрна Споменица обнове српске државности, поводом 140 година обнове Краљевине Србије, на 6. сабору краљевске куће Обреновић, Крагујевац (2022)

### Признања Скупштине Општине Рековац:
- Захвалница (2004)
- Диплома (2010)
- Плакета (2015)